# بولين بالمر
بولين بالمر (بالإنجليزية: Pauline Palmer)‏ هي رسامة أمريكية، ولدت في 1867 في ماكهنري في الولايات المتحدة، وتوفيت في 15 أغسطس 1938 في تروندهايم في النرويج بسبب ذات الرئة.